# Jonathan Knight (Politiker)
Jonathan Knight (* 22. November 1787 im Bucks County, Pennsylvania; † 22. November 1858 in East Bethlehem, Pennsylvania) war ein US-amerikanischer Politiker. Zwischen 1855 und 1857 vertrat er den Bundesstaat Pennsylvania im US-Repräsentantenhaus.

## Werdegang
Im Jahr 1801 zog Jonathan Knight mit seinen Eltern nach East Bethlehem. Er besuchte die öffentlichen Schulen seiner jeweiligen Heimat; danach wurde er Bauingenieur. 1816 wurde er von der Staatsregierung Pennsylvanias mit dem Entwurf einer Landkarte des dortigen Washington County beauftragt. Danach war er dort für drei Jahre Bezirksvorstand. In der Folge war er an der Vermessung des Chesapeake and Ohio Canal und der Bundesstraße von Cumberland (Maryland) nach Wheeling im heutigen West Virginia beteiligt. Von 1822 bis 1828 saß Knight als Abgeordneter im Repräsentantenhaus von Pennsylvania. Danach arbeitete er bis 1842 für die Baltimore and Ohio Railroad. Zwischenzeitlich bereiste er England, wo er sich über die Entwicklung des Eisenbahnbaus informierte. Später war er in der Landwirtschaft tätig: Er wurde Sekretär der Landwirtschaftlichen Gesellschaft im Washington County.
Politisch wurde Knight in den 1850er Jahren als Mitglied der kurzlebigen Opposition Party aktiv. Bei den Kongresswahlen des Jahres 1854 wurde er im 20. Wahlbezirk von Pennsylvania in das US-Repräsentantenhaus in Washington, D.C. gewählt, wo er am 4. März 1855 die Nachfolge des Demokraten John Littleton Dawson antrat. Da er im Jahr 1856 nicht bestätigt wurde, konnte er bis zum 3. März 1857 nur eine Legislaturperiode im Kongress absolvieren. Diese war von den Ereignissen im Vorfeld des Bürgerkrieges geprägt.
Nach dem Ende seiner Zeit im US-Repräsentantenhaus arbeitete Jonathan Knight wieder in der Landwirtschaft. Kurz vor seinem Tod bewarb er sich im Jahr 1858 erfolglos um die Rückkehr in den Kongress. Er starb am 22. November 1858, seinem 71. Geburtstag, in East Bethlehem.